# François de Montferrand
François de Montferrand  ou François I de Montferrand  est un seigneur  et un chevalier gascon, né vers 1385 et mort avant 1456. Il est seigneur d'Uza et de Salles, gouverneur de Dax et sénéchal des Lannes. Il participe pendant la plus grande partie de sa vie à la guerre de Cent Ans en Guyenne ou Gascogne dans le camp des Anglais.

## Biographie
François de Montferrand naît vers 1385 dans la puissante famille de Montferrand (ou Montferrant comme souvent écrit dans les textes anciens). Il est le fils de Bertrand II de Montferrand, « premier baron de Guyenne » et de Rose d'Albret; et le frère cadet de Bertrand III de Montferrand.
François de Montferrand fut gouverneur de Dax, sénéchal des Lannes. Dax, chef-lieu de la sénéchaussée des Lannes (le pays des Landes ou Lannes) qui se divisait en quatre vicomtés: Dax, Tartas, Albret et Orthe.
Il épouse vers 1415  Jouyne (ou Jeanne) de Pommiers (1390 -1457), vicomtesse de Fronsac et dame d'Uza, Belin, Biscarosse, Aureilhan, Salles et Fargues qui lui apporte ces seigneuries en dot. Il devient le premier membre de la branche des Montferrand dite des seigneurs d'Uza et de Salles.
Ardent partisan des Anglais comme toute la famille Montferrand, il est de tous les combats de cette fin de la guerre. Gouverneur de Dax, il la défend en 1442 contre l'armée française lors de la reconquête de la Guyenne : elle est cependant prise en 1442 puis reprise par les anglo-gascons en août de la même année ; la cité de Dax finira par être définitivement conquise par les Français neuf ans après en 1451. Il continue de participer à cette guerre jusqu'à l'ultime bataille de Castillon où Charles VII parachève une victoire totale ayant reconquis toute la Guyenne, dernier bastion des Anglais sur le territoire français, hormis Calais. François de Montferrand est contraint de partir en exil en Angleterre abandonnant femme et enfants à la gestion de ses domaines et se reconvertit dans le commerce des draps. Il meurt quelque temps plus tard outre-manche.

## Famille
D'une union avec une femme inconnue, il a un fils naturel:
- Jehannot de Montferrand né avant 1425 qui épouse en 1435 Johaneta de Foix[5] fille naturelle de Gaston de Foix, captal de Buch. Elle lui apporte les seigneuries de Fargues et de Puynormand en dot.

De son mariage avec Jouyne de Pommiers il a :
- Bérard de Montferrand (1415-1471) [7] qui épouse Marie de la Lande (ou Lalande) en 1447.
- Isabeau de Montferrand née après 1425 qui épouse en 1456 [8] Guicharnaud, seigneur de Saint-Martin-de-Seignanx et lui apporte en dot Biscarosse [9].